# Bagman
Bagman (bra: O Homem do Saco; prt: Bagman: O Malvado) é um filme de terror sobrenatural norte-americano de 2024, dirigido por Colm McCarthy e escrito por John Hulme. O elenco inclui Sam Claflin, Steven Cree, Frankie Corio, William Hope e Antonia Thomas.
O filme foi originalmente lançado em 27 de setembro de 2024 nos Estados Unidos, foi lançado no dia 28 de novembro de 2024 em Portugal e foi lançado no dia 30 de janeiro de 2025 no Brasil.

## Sinopse
Uma lenda criada para assustar crianças desobedientes pode não ser apenas uma fábula, afinal. Em O Homem do Saco, uma família vive um verdadeiro pesadelo ao ser perseguida por uma criatura mitológica maligna.
Patrick McKee (Sam Claflin) retorna à sua cidade natal com sua esposa, Karina (Antonia Thomas), e seu filho, Jake (Caréll Rhoden). Quando criança, seu pai costumava contar a ele e ao irmão Liam a história de um monstro que sequestrava crianças inocentes em um saco e as devorava. Convencido de ter escapado desse ser quando era jovem, Patrick carrega os traumas desse dia assombroso até hoje. Agora, a entidade parece ter voltado, ameaçando sua família e Jake pode ser seu próximo alvo.

## Elenco
- Sam Claflin como Patrick McKee
- Antonia Thomas como Karina McKee
- William Hope como Chefe Isaacs
- Steven Cree como Liam McKee
  - Jordan Gubian como Liam criança
- Frankie Corio como Emily
- Adelle Leonce como Anna Logan
- Henry Pettigrew como Don Greenberg
- Sharon D. Clarke como Barbara
- Neil Linpow como Oficial Rawls
- Peter McDonald como Jake McKee Sr.
- Will Davis como Homem do Saco

## Produção
Em 11 de outubro de 2019, a Paramount Players anunciou Bagman, com Colm McCarthy confirmado como diretor do filme.
Em 13 de maio de 2022, Sam Claflin foi anunciado como protagonista, e o projeto passou para a Lionsgate.

## Lançamento
Bagman teve um lançamento limitado nos cinemas dos Estados Unidos em 27 de setembro de 2024. O filme chegou a Portugal em 28 de novembro de 2024 e foi lançado no Brasil em 30 de janeiro de 2025, após um adiamento da data original, que estava prevista para 15 de janeiro.